# Ổ USB flash
Xem các nghĩa có tên ổ đĩa tại bài định hướng Ổ đĩa

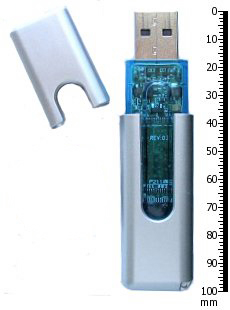
Một ổ USB flash

Ổ USB flash (ổ cứng di động USB, ổ cứng gắn nhanh cổng USB), thường được gọi là USB (đọc là "u ét bê"), là thiết bị lưu trữ dữ liệu sử dụng bộ nhớ flash (một dạng IC nhớ hỗ trợ cắm nóng, tháo lắp nhanh) tích hợp với giao tiếp USB (Universal Serial Bus). Chúng có kích thước nhỏ, nhẹ, có thể tháo lắp và ghi lại được. Dung lượng của các ổ USB flash trên thị trường hiện nay có thể lên đến 2 TB và còn có thể lên nữa trong tương lai.
Ổ USB flash có nhiều ưu điểm hơn hẳn các thiết bị lưu trữ tháo lắp khác, đặc biệt là đĩa mềm. Chúng nhỏ hơn, nhanh hơn, có dung lượng lớn hơn và tin cậy hơn đĩa mềm, do đó ngày nay ổ USB flash đã hoàn toàn thay thế cho các ổ đĩa mềm trong các máy tính cá nhân được sản xuất trong một vài năm gần đây.

## Cấu tạo và hoạt động

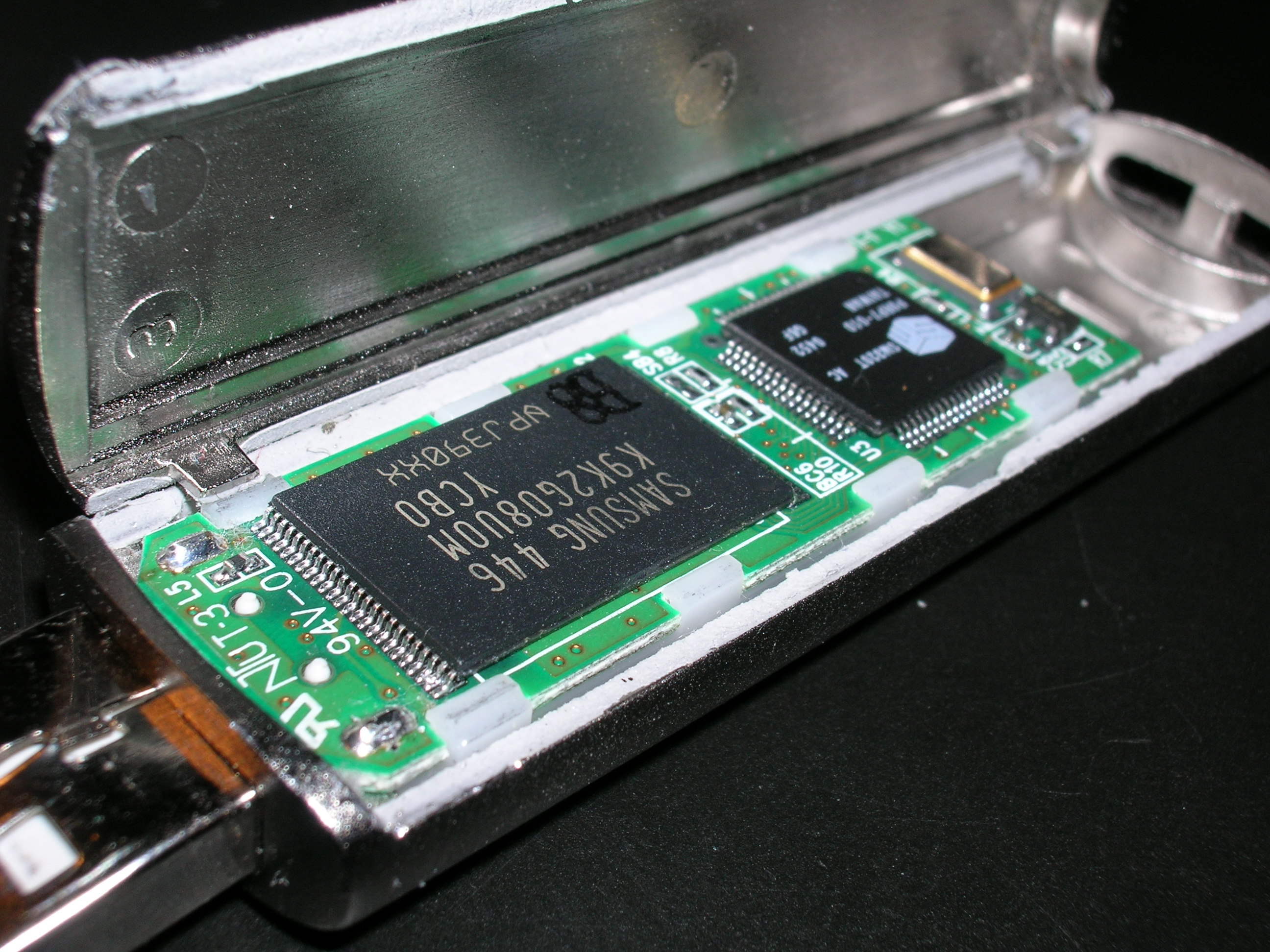
Cấu tạo bên trong một ổ USB dạng dùng bộ nhớ flash
(Chip bên trái là chip nhớ flash)

Một ổ USB flash loại thông thường có các thành phần sau:
- Bản mạch in nhỏ chứa các linh kiện điện tử cùng một (hoặc nhiều) chip nhớ flash hàn trực tiếp trên mạch in.
- Đầu cắm kết nối với các cổng USB; các kết nối thường sử dụng chuẩn A cho phép chúng kết nối trực tiếp với các khe cắm USB trên máy tính.
- Vỏ bảo vệ: Toàn bộ bản mạch in, chip nhớ flash nằm trong một vỏ bảo vệ kim loại hoặc nhựa giúp nó đủ chắc chắn (để có thể cho vào túi, làm móc chìa khóa v.v...) Chỉ có đầu kết nối USB nằm ngoài vỏ bảo vệ này và thường có một nắp đậy cho nó. Vỏ bảo vệ thường được thiết kế đa dạng nhằm hấp dẫn người sử dụng, có những loại USB có khả năng chống thấm ướt, chống sốc.
- Lẫy gạt chống ghi: Một số ổ USB flash có thiết kế lẫy gạt để chống ghi, tuy nhiên chúng chỉ có ý nghĩa không cho phép hệ điều hành ghi hoặc sửa đổi dữ liệu vào ổ.
- Đèn báo hoạt động: Đa phần các ổ USB flash có một đèn báo nhỏ để hiển thị chế độ làm việc của nó (đèn này là một điốt LED nhỏ gắn trên bo mạch của ổ, có màu khác nhau tuỳ hãng). Cách báo hiệu sự hoạt động này cũng không được thống nhất giữa các hãng sản xuất: có loại ổ USB sáng đèn là trạng thái đang đọc hoặc ghi và ngược lại tắt đèn là nghỉ, có loại sáng đèn là nghỉ và tắt đèn là đọc/ghi (trong quá trình đọc/ghi chúng sáng tắt liên tục nên tạo sự nhấp nháy) hoặc các hình thức báo hiệu khác…, người sử dụng nên quan sát sau một vài lần để biết chính xác trạng thái để tránh tháo thiết bị khi chúng đang làm việc.
- Dây đeo, móc khoá…là các phần phụ có thể được bán kèm theo ổ USB flash, chúng là thiết bị phụ, có thể không cần thiết đối với một số người sử dụng.

Để truy cập dữ liệu trong ổ flash, ta cần kết nối ổ với máy điện toán hoặc cắm vào một USB host controller hoặc một USB hub. Các ổ USB flash chỉ hoạt động khi được cắm vào một đầu nối USB và được cấp điện bởi đầu nối này (chúng sử dụng nguồn điện 5Vdc từ máy tính).

## Ứng dụng thông thường
Ổ USB flash không đơn thuần chỉ là thiết bị lưu chứa dữ liệu hay dùng chuyển dữ liệu qua lại giữa các máy tính, chúng còn được sử dụng với các công dụng sau:
- Lưu dữ liệu cá nhân quan trọng: Một số người thường lưu trữ các thông tin về y tế và luôn mang theo mình để dùng trong tình huống khẩn cấp: thông tin về tình trạng sức khoẻ, các tiểu sử bệnh và điều trị, nhóm máu... nhằm giúp các cơ sở y tế nhanh chóng chữa bệnh cho họ.
- Sửa chữa máy tính: Đa số các máy tính được sản xuất những năm gần đây đều có thể cho phép khởi động từ các ổ USB flash, sau khi khởi động, người sửa chữa có thể thao tác, sửa chữa hệ điều hành hoặc phần mềm bị lỗi. Một số bo mạch chủ còn cho phép lưu và cập nhật BIOS thông qua các ổ này mà trước đây chỉ thao tác được trên đĩa mềm. Chức năng khởi động từ ổ USB flash còn giúp máy tính có thể giúp máy tính có thể biến thành thiết bị giải trí số (nghe nhạc, xem VCD, DVD) mà không cần khởi động hệ điều hành nếu ổ USB flash này được cài một số hệ điều hành nhỏ gọn.
- Quản trị hệ thống: Ổ USB flash rất phổ biến đối với những người quản trị mạng và hệ thống. Nhiều chức năng trên hệ điều hành cho phép thiết lập mạng ra nhiều máy thông qua các thao tác đơn giản với một USB (ví dụ việc thiết lập trên máy đầu tiên, sau đó phần mềm đề nghị sử dụng USB flash để lưu thiết lập, khi chuyển sang các máy tính khác chỉ cần cắm USB flash để hệ thống tự động chạy là có thể thiết lập được máy này mà không cần ghi lại hay gõ lại thông số để tránh nhầm lẫn).
- Sử dụng như chìa khóa của máy tính hoặc các phần mềm: Khi này chức năng của USB flash có thể sử dụng như một chiếc chìa khoá điện tử để khởi động hệ thống máy tính yêu cầu bảo mật cao. Một số hãng viết phần mềm cũng sử dụng các USB flash (thiết kế riêng biệt và có thể thuộc loại chỉ đọc) để kích hoạt mở phần mềm mỗi khi sử dụng đến phần mềm cần bảo vệ, điều này nhằm tránh sự sao chép nhân bản và sử dụng trái phép các phần mềm.

## Các thế hệ cổng giao tiếp USB
- USB 1.0
- USB 2.0
- USB 3.0
- USB 3.1
- USB 3.2
- USB C

## Ổ USB flash tích hợp

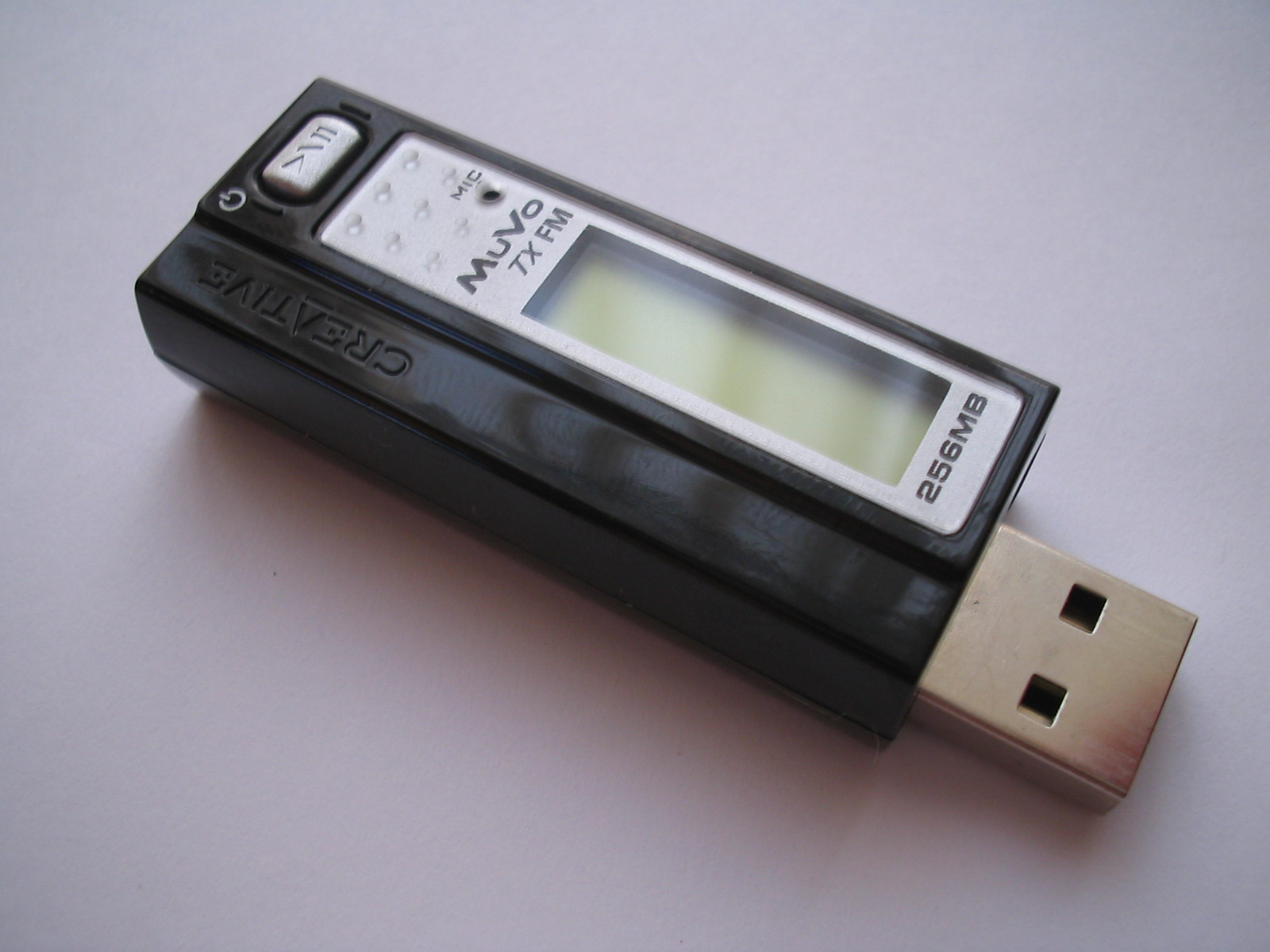
Một ổ USB flash với chức năng nghe nhạc kỹ thuật số

Ổ USB flash không chỉ sử dụng lưu chứa dữ liệu như trước đây nữa, chúng còn được sản xuất tích hợp với các chức năng giải trí như: ghi âm, nghe nhạc số. Các loại USB flash này có thể được thiết kế một màn hình LCD nhỏ để hiển thị thông tin, và tất nhiên không thể thiếu các nút điều chỉnh, lựa chọn cùng bộ tai nghe nhỏ gọn.
Do cấu tạo tối giản nên các loại ổ USB flash tích hợp không tương thích với tất cả các loại tệpđịnh dạng âm thanh khác nhau, chúng có thể sử dụng các định dạng riêng mà mỗi khi sao chép vào ổ phải sử dụng một phần mềm chuyển đổi của hãng sản xuất (hoặc hãng thứ ba).
Ổ USB flash còn có thể được tích hợp để có khả năng xem phim trên một màn hình LCD nhỏ trên nó, khi tích hợp các tính năng này chúng không còn được gọi là "Ổ USB" nữa mà trở thành các thiết bị giải trí số cá nhân.

## Bảo mật dữ liệu trong ổ USB flash
Một chiếc ổ USB flash bình thường như phần đông người sử dụng đang sở hữu có tính bảo mật rất kém với các tệp dữ liệu chưa được mã hoá, hầu như người nào thao tác với nó cũng có thể đọc và sửa đổi dữ liệu chứa trên nó. Nhằm đáp ứng nhu cầu bảo mật của người sử dụng đa số các nhà sản xuất lựa chọn phương thức sử dụng kết hợp một phần mềm mã hoá dữ liệu. Với phương thức này khi sử dụng người dùng cần cài đặt phần mềm bán kèm vào máy tính cần trao đổi dữ liệu và nhập một mật khẩu riêng mà từ đó mỗi khi truy cập vào ổ cần phải có mật khẩu của chính người tạo ra nó.
Một số ổ USB flash còn có trang bị các hình thức nhận dạng người sử dụng thông qua vân tay (sinh trắc học), loại này có sự bảo mật tốt hơn - chỉ có người sử dụng đầu tiên mới có thể truy cập được vào dữ liệu chứa trên ổ.

## Trình điều khiển trong ổ USB flash
Cũng như các thiết bị khác, ổ USB flash hoạt động trong hệ điều hành cũng cần các trình điều khiển (driver) riêng tuy nhiên người sử dụng lại ít nhận thấy điều này bởi chúng đã được tích hợp sẵn với hệ điều hành, khi một ổ USB flash được cắm lần đầu tiên vào một máy tính, hệ điều hành sẽ nhận dạng thiết bị phần cứng mới và tìm trình điều khiển cho chúng, nếu hệ thống không có sẵn các trình điều khiển sẽ đưa ra các yêu cầu như đưa ổ đĩa mềm, đĩa CD để bắt đầu quá trình cài đặt cho thiết bị phần cứng mới này.
Đa số hệ những hệ điều hành gần đây (chỉ nói đến họ Windows): Như Windows XP, Windows Vista, Windows 7 được tích hợp các trình điều khiển của ổ USB flash thông dụng, tuy nhiên đối với các hệ điều hành cũ hơn như Windows 2000, Windows Me, Windows 98 (phiên bản đầu và phiên bản SE) có thể không được tích hợp sẵn các trình điều khiển trong hệ điều hành, khi này hệ thống sẽ đòi hỏi trình điều khiển (driver) của thiết bị.
Đối với các ổ USB flash tích hợp thêm các tính năng khác, có thể người sử dụng không cần cài đặt trình điều khiển nhưng cần cài đặt các phần mềm chuyển đổi định dạng âm thanh chứa trên đĩa (hoặc trong chính USB flash) kèm theo.

## Các yếu tố ảnh hưởng đến tuổi thọ ổ USB flash
Mặc dù được thiết kế cho phép người sử dụng mang theo người khi đi lại nhưng ổ USB flash lại phải chịu nhiều yếu tố rủi ro dẫn đến giảm tuổi thọ hoặc hư hỏng. Có thể các nguyên nhân chủ quan, khách quan dưới đây ảnh hưởng đến chất lượng và tuổi thọ của Ổ USB flash.
- Bản thân chất lượng kém: Trên một số thị trường của các nước đang phát triển xuất hiện nhiều loại ổ USB flash chất lượng kém với giá thành rất rẻ. Sự xuất hiện của chúng trên thị trường hoặc là nhằm nhắm vào những người muốn mua với giá rẻ, hoặc là muốn lừa người mua, đa số chúng không có thương hiệu rõ ràng hoặc được làm nhái theo thương hiệu của các hãng nổi tiếng. Thị trường Việt Nam cũng tràn ngập các loại Ổ USB flash chất lượng kém có xuất xứ từ một số tỉnh phía nam của Trung Quốc[cần dẫn nguồn].

Những phần dưới đây nói đến các Ổ USB flash có thương hiệu rõ ràng và các yếu tố ảnh hưởng đến chất lượng của chúng.
- Người sử dụng không đúng quy cách: Ổ USB flash là một thiết bị cắm-là-chạy (tiếng Anh: plug-and-play hay viết tắt là: PnP) nên trong quá trình làm việc nếu quá trình đọc, ghi dữ liệu chưa hoàn tất (nhất là khi ghi dữ liệu vào ổ USB flash) có thể làm hư hỏng các chip nhớ flash. Hệ điều hành có thể tạo các vùng nhớ đệm khi đọc/ghi đối với các thiết bị tháo lắp nên khi việc hệ điều hành hiển thị kết thúc quá trình đọc/ghi nhưng thực chất tiến trình đó vẫn tiếp tục. Sự không chú ý của người sử dụng ở điểm: Rút thiết bị khi quá trình đọc/ghi dữ liệu đang còn tiến hành mà không tuân thủ quy trình tháo thiết bị an toàn của hệ điều hành.
- Bị ngấm nước: Do sơ ý nên một số người sử dụng đã để Ổ USB flash ngấm nước (đối với loại không thiết kế chịu nước) dẫn đến có thể làm hư hỏng chúng.
- Không phù hợp môi trường khí hậu: Một số sản phẩm được sản xuất tại các quốc gia khác được bán tại các nước nhiệt đới mà không được "nhiệt đới hoá" có thể nhanh bị hư hỏng bởi khí hậu nóng ẩm có thể ảnh hưởng đến linh kiện bên trong.